# Simon Webster (Rugbyspieler)
Simon Lockhart Webster (* 8. März 1981 in Hartlepool, England) ist ein schottischer Rugby-Union-Spieler. Er spielt als Außendreiviertel oder Innendreiviertel für Edinburgh und die schottische Nationalmannschaft.
Webster kam 2002 nach Edinburgh und wurde erstmals bei einem Freundschaftsspiel gegen die Newcastle Falcons eingesetzt. Zuvor hatte er in seinem Heimatland England für die Northampton Saints gespielt. Er hält mit 26 Versuchen den Clubrekord für erzielte Versuche in der Magners League.
Webster gab sein Debüt für Schottland bei der Weltmeisterschaft 2003 gegen Irland und legte dabei auch seinen ersten Versuch. Er gehörte auch bei der WM 2007 zum Kader Schottlands und war der einzige Spieler des Landes, der in allen fünf Spielen zum Einsatz kam. Dabei variierte er zwischen den Positionen Außen- und Innendreiviertel. Die schottische Herkunft seiner Großeltern ermöglicht es ihm, für Schottland zu spielen.
2012 verließ Webster Edinburgh, ob und wo er aktuell spielt, ist nicht bekannt.